# Gongora truncata
Gongora truncata là một loài lan.